# Чичагов, Николай Иванович
Никола́й Ива́нович Чичаго́в (1803—1858) — российский архитектор, строитель храма Христа Спасителя и Большого Кремлёвского дворца (по проекту К. А. Тона), основатель московской династии архитекторов и художников Чичаговых.

## Биография
- 1817—1825 — обучение в архитектурной школе при Экспедиции Кремлёвского строения
- 1828—1829 — наблюдал за работами в Оружейной палате
- 1830—1835 — преподавал в Московском дворцовом архитектурном училище (будущее МУЖВЗ — МАРХИ)
- 1820-е годы — участвовал в восстановлении Арсенала в Кремле
- 1838—1849 — принимал участие в строительстве Большого Кремлёвского дворца. Проектировал интерьеры дворцовых залов
- 24.09.1843 — почётный вольный общник Академии художеств
- 1851—1854 — выполнял работы по Синодальному зданию в Кремле
- 1852—1855 — переделка здания Оружейной палаты под казармы, ремонт и отделка церкви Двенадцати апостолов и Успенского собора в Кремле
- 1856 — причислен к Московской дворцовой конторе. Оформлении коронации Александра II.

## Династия Чичаговых
Николай Иванович и Александра Алексеевна Чичаговы имели пятерых детей; трое сыновей стали видными московскими архитекторами и художниками:
- Дмитрий Николаевич (1835—1894), архитектор
- Михаил Николаевич (1836—1889), архитектор
- Константин Николаевич (13.02.1849[1]—09.05.1903[2]), архитектор и художник-иллюстратор
- Ольга Николаевна (09.05.1834-?)
- Елена Николаевна Чичагова (Дюмулен) (22.01.1843-1905)

Согласно воспоминаниям Е. Д. Россинской-Чичаговой, Николай I, восхищённый работой Н. И. Чичагова, предложил ему отправить старшего сына в престижный гвардейский полк. Николай Иванович отказался, заявив, что «сын желал бы стать архитектором». Император не возражал. Дмитрий Николаевич стал видным мастером русского стиля 1870-х — 1880-х годов. Он имел 14 детей от двух браков; 11 дожили до совершеннолетия, среди них:
- Константин Дмитриевич (1867—1919), историк-искусствовед
- Алексей Дмитриевич (1875—1921), архитектор
- Чичагова-Россинская, Елена Дмитриевна (1874—1971), художница
- Ольга Дмитриевна (1886—1958), художница-иллюстратор
- Галина Дмитриевна (1891—1966), художница-иллюстратор